# シェラド
シェラド （Cheylade）は、フランス、オーヴェルニュ＝ローヌ＝アルプ地域圏、カンタル県のコミューン。

## 地理
シェラドはカンタル連山の北麓に広がる高地の中に位置する。そこはプティット・リュ川の谷を見下ろすバルコニーのような村であり、東はプラネーズ川と、西はトリザック川と境界を接している。コミューン内にはプティット・リュ川の支流も流れている。

## 歴史
中世のシェラドはChaszladaとのつづりがなされ、ノネット領主が所有していた。1029年、教会が建てられてエティエンヌ1世・ド・シェラドによってソージランジュの修道院に寄進された。この教会は聖レジェに捧げられたが、12世紀から新しい建物に場所を譲っている。
12世紀、シェラド領主の子孫は『ヴァルリュのコントゥール』（comptourは高オーヴェルニュの有力男爵家に授けられた）の称号を得た。
黒死病は人口の一部を減少させた。百年戦争、ユグノー戦争は地元住民に大きな被害を与えた。
領主権と領地は1592年までクレルモン司教の管轄下にあった。これらはフランス革命で国家資産として没収され、1884年にシェラドの城は完全に破壊された。

## 人口統計
| 1962年 | 1968年 | 1975年 | 1982年 | 1990年 | 1999年 | 2006年 | 2011年 |
| ------ | ------ | ------ | ------ | ------ | ------ | ------ | ------ |
| 723    | 610    | 505    | 424    | 360    | 336    | 292    | 261    |

参照元:1999年までEHESS、2004年以降INSEE

## 史跡

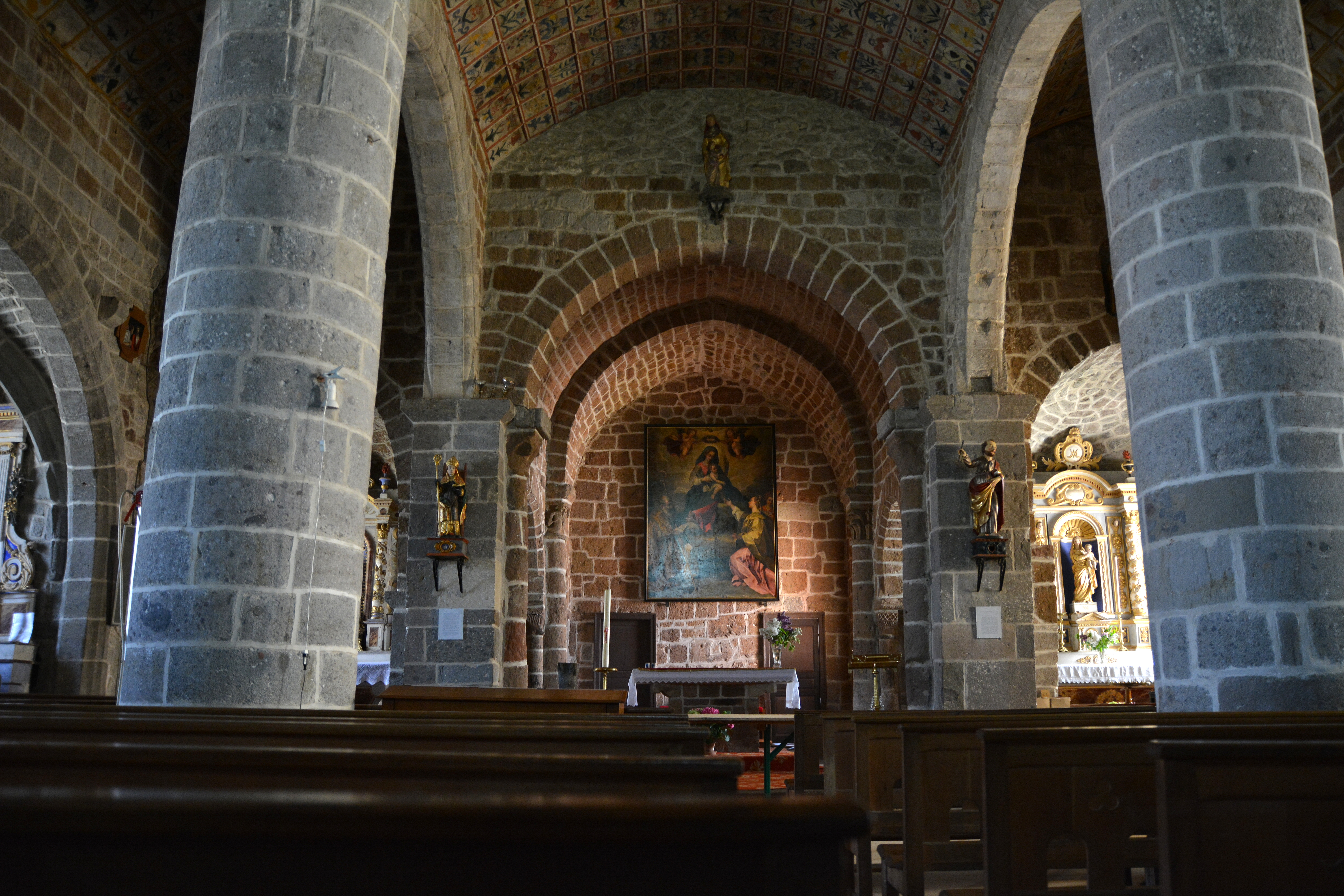
教会内部

- サン・レジェ教会 - 12世紀にロマネスク様式で建てられ、15世紀と17世紀に再建された。流紋岩が使われている。シュヴェは凱旋門を備えて外側に開かれており、アカンサス装飾の施された柱が並ぶ。16世紀後期から描かれた天井画は花、動物、人物、カバラのかたちを描いた多色使いのものである。